# Chaetophorocera andina
Chaetophorocera andina är en tvåvingeart som beskrevs av Townsend 1912. Chaetophorocera andina ingår i släktet Chaetophorocera och familjen parasitflugor.
Artens utbredningsområde är Peru. Inga underarter finns listade i Catalogue of Life.